# Noms des Grecs
Vous lisez un « bon article » labellisé en 2006.
Cette page contient des caractères spéciaux ou non latins. S’ils s’affichent mal (▯, ?, etc.), consultez la page d’aide Unicode.

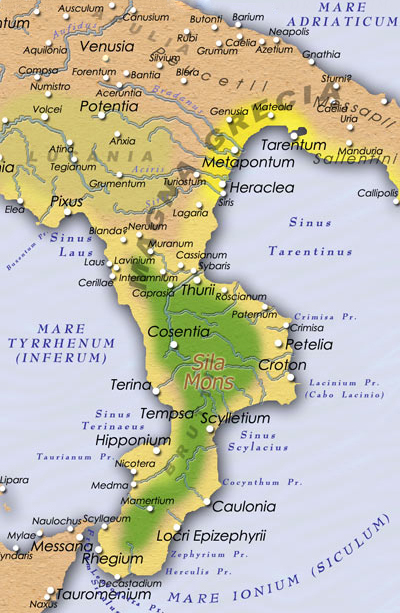
La Grande Grèce aux environs de 280 av. J.-C.. C'est peut-être du contact avec des colons d'origine dorienne que provient le mot « Grec » en Occident.

De nos jours, les Grecs se désignent eux-mêmes comme « Hellènes » (Έλληνες / Hellênes). Cependant, ils ont porté de nombreux noms tout au long de l'histoire. Les soldats qui tombèrent aux Thermopyles le firent en tant qu'Hellènes, mais à l'époque de Jésus, le terme « Hellènes », dans l'Empire romain, changea de sens et servit à désigner toutes les personnes n'étant pas de confession juive, c'est-à-dire les polythéistes.
À la fin de l'Antiquité, les Grecs se considéraient comme « Romaioi », c'est-à-dire « Romains », tandis qu'« Hellènes » continuait à désigner les polythéistes, en tant que « païens, non-chrétiens ». Au Moyen Âge, les Occidentaux appelaient « Grecs » tous les chrétiens non-catholiques romains, tandis que les Arabes, les Perses et les Turcs désignaient ces chrétiens non-latins comme « Rum » (« Romains » ou « Roumis »), dont ceux de langue grecque appelés « Yunan » (« Ioniens ») ; pour désigner les chrétiens catholiques de rite latin, le terme était « Franghi » (« Francs »). En Géorgie, les Grecs sont appelés « ბერძენი » / « berdzènes », venant du mot géorgien « ბერძ » signifiant « sage » ; un nom en lien avec la philosophie grecque.
L'avènement d'une nouvelle période historique était ainsi accompagné d'un nouveau nom : soit entièrement nouveau, ou repris d'un ancien nom oublié, soit puisé dans la tradition ou emprunté de l'étranger. Chaque nom fut significatif en son temps ; il est parfois utilisé de façon interchangeable.

## Noms de la Grèce
Dans la plupart des langues européennes et dans les langues qui ont emprunté un des mots suivants, le nom de la Grèce possède la racine gr. La racine de ces mots est le latin Graecus qui désignait les Grecs chez les Romains.
| Anglais : Greece / Hellas    | Islandais : Grikkland  | Cornique : Pow Grek           |  |
| Français : Grèce             | Finnois : Kreikka      | Gallois : Groeg               |  |
| Italien : Grecia             | Albanais : Greqia      | Breton : Gres                 |  |
| Allemand : Griechenland      | Roumain : Grecia       | Irlandais : An Ghréig         |  |
| Espagnol : Grecia            | Catalan : Grècia       | Russe : Греция (Grecija)      |  |
| Portugais : Grécia           | Hongrois : Görögország | Serbe : Грчка (Grčka)         |  |
| Néerlandais : Griekenland    | Slovaque : Grécko      | Tchèque : Řecko               |  |
| Polonais : Grecja            | Slovène : Grčija       | Bulgare : Гърция (Gǎrcija)    |  |
| Danois : Grækenland          | Letton : Grieķija      | Japonais : ギリシャ (Girisha) |  |
| Suédois : Grekland           | Lituanien : Graikija   | Ukrainien : Греція (Gretsia)  |  |
| Frison occidental : Grikelân | Afrikaans : Griekeland | Estonien: Kreeka              |  |
| Maltais : Greċja             | Féroïen : Grikkaland   | Lapon : Greika                |  |

En Asie Mineure, la racine commune est Iun. Cette racine vient probablement du terme Ionien, désignant les habitants de la côte ouest de l'Anatolie.
| Arabe : يونان (Yūnān)   | Arménien : Հունաստան (Hounastan) | Azéri : Yunanıstan  |  |
| Syriaque : ܝܘܢܢ (Yunan) | Hébreu biblique : יָוָן (Yāwān)    | Hindi : युनान (Yunan) |  |
| Turc : Yunanistan       | Hébreu moderne : יוון (Yavan)    | Indonésien : Yunani |  |

La troisième racine est hil, utilisée par quelques langues dont le grec :
| Grec ancien/Katharévousa : Ἑλλάς (Hellás) | Norvégien : Hellas  | Chinois : 希腊 (Xila)          |
| Grec moderne : Ελλάδα (Elláda)            | Vietnamien : Hy Lạp | Coréen : 希臘 ou 희랍 (Huirap) |

## Achéens
Dans l’Iliade d'Homère, les forces alliées grecques sont décrites sous différents noms : « Argiens » (en grec ancien Ἀργεῖοι / Argeîoi, utilisé 29 fois dans l’Iliade), « Danaens » ou « Danaéens » (Δαναοί / Danaoí, utilisé 138 fois) et « Achéens » (Ἀχαιοί / Akhaioí, utilisé 598 fois).
« Argiens » vient du nom de la première capitale des Achéens, Argos. Ce mot utilise la racine arg- signifiant « ce qui brille » et ayant donné árgyros (ἄργυρος, « argent »), argós (ἀργός, « brillant ») ou encore le latin argentum. « Danaens » est le nom de la première tribu à avoir dominé le Péloponnèse et la région d'Argos, et signifie « descendants de Danaos ». Quant à « Achéens », c'est le nom de la tribu qui, avec les Éoliens, dominèrent en premier le territoire grec et lui donnèrent pour capitale Mycènes.

## Hellènes et barbares

### Hellènes
À l'époque (supposée) de la guerre de Troie, les Hellènes n'étaient qu'une tribu relativement modeste installée en Phthie (Thessalie), autour d'Alos, Alope, Trehine et de l'Argos pélasgique. Diverses étymologies ont été proposées concernant le mot Hellène, mais aucune ne fait l'unanimité. Parmi elles, on trouve, Sal (prier), ell (montagneux) et sel (illuminer). Une étude plus récente fait remonter ce nom à celui de la ville Hellas près de la rivière Spercheus et toujours nommée ainsi de nos jours. Cependant, il est certain que la race hellénique est liée aux Selles (Σελλοί / Selloí), les grands prêtres de Dodone en Épire. Homère décrit Achille priant Zeus Dodonien : « Zeus ! Roi Dôdônaien, Pélasgique, qui, habitant au loin, commandes sur Dôdônè enveloppée par l'hiver, au milieu de tes divinateurs, les Selles, qui ne se lavent point les pieds et dorment sur la terre. »
Ptolémée nomme l'Épire la « première Hellas » et Aristote rapporte qu'un cataclysme fit des ravages en « ancienne Hellas, entre Dodone et l'Achéloos […], le pays occupé par les Selles et les Graeci, connus plus tard comme les Hellènes ». L'éventualité que les Hellènes aient été une tribu venue d'Épire et qui aurait ensuite migré vers le sud en Phthie (Thessalie) est possible.
Le mot Hellènes dans son sens large est apparu écrit pour la première fois dans une inscription d'Échembrote, remerciant Héraclès pour sa victoire aux Jeux pythiques. Le texte fait référence à la XLVIIIe olympiade, ce qui permet de le dater vers 584 av. J.-C. Le mot semble avoir été introduit au VIIIe siècle av. J.-C. avec les Jeux olympiques et était au Ve siècle établi de façon permanente. Après les guerres médiques, une inscription célèbre à Delphes la victoire des Hellènes sur les Perses et le général Pausanias qui les dirigeait. La conscience d'une unité panhellénique était encouragée par les festivals religieux, tout spécialement aux mystères d'Éleusis dans lesquels les initiés devaient parler grec et peut-être encore plus lors des divers Jeux panhelléniques au cours desquels les participants étaient reconnus par affiliation tribale. Seuls les Grecs mâles étaient autorisés à participer. L'exception faite pour l'empereur Néron fut le signe certain de l'hégémonie culturelle romaine.
Bien après la migration vers le sud des quatre groupes tribaux reconnus par les Grecs, le développement de généalogies mythologiques affecta la manière dont les tribus du nord furent perçues. Selon la légende la plus répandue, Hellen, fils de Deucalion et Pyrrha eut trois fils de la nymphe Orséis : Éole (qui ne doit pas être confondu avec Éole, maître des Vents), Doros, et Xouthos et chacun d'entre eux est à l'origine des tribus primaires d'Hellas Éoliens, Doriens, Achéens et Ioniens. À l'époque de la guerre de Troie lorsque Hellènes désigne la petite tribu de Thessalie à laquelle appartient Achille, Épirotes, Molosses et Macédoniens n'étaient pas, eux, considérés comme Hellènes. Ils ne le sont pas plus considérés par la suite lorsque par Hellènes étaient désignés tous les peuples au sud du mont Olympe. Un facteur contribuant à cette exclusion fut leur refus de participer aux guerres médiques, considérées comme une affaire vitale pour tous les Hellènes. Avant les guerres médiques, ces tribus avaient été autorisées à participer aux Jeux Olympiques aux côtés des Hellènes. Thucydide appelle barbares les Acarnaniens, Étoliens, Épirotes et Macédoniens mais le fait dans un strict sens linguistique. Lorsque l'orateur athénien Démosthène juge les Macédoniens pires que des barbares dans sa troisième Philippique dirigée contre Philippe II de Macédoine, il le fait en respectant leur spécificité culturelle en tant qu'étrangers n'entrant pas dans les standards helléniques, mais l'origine différente ne lui pose aucun problème : « Non seulement il n’est pas Grec et ne tient en rien à la Grèce, il n’est pas même né sur une terre barbare dont on puisse s’honorer ; c’est un misérable Macédonien, il est de ce pays où jadis on n’achetait pas même un bon esclave. » En revanche, Polybe considère les tribus de l'Hellas occidentale, d'Épire et de Macédoine comme helléniques en tous points.

### Barbares
Au cours des siècles suivants, Hellène eut un sens plus large, signifiant peuple civilisé en général, contrastant ainsi avec Barbare, représentant les non-civilisés.
Les tribus grecques étaient conscientes que leur langue était différente de celles de leurs voisins et utilisaient le terme βάρϐαρος (« barbare ») pour désigner ceux qui « parlaient une langue étrangère ». On pense que le terme βάρϐαρος est d'origine onomatopéique : « bar-bar » signifiant balbutiant ou bégayant pourrait avoir été l'impression que ces langues donnaient aux locuteurs grecs. D'après Hérodote, les Égyptiens également appelèrent barbares ceux qui parlaient une autre langue. Plus tard, les Slaves donnèrent aux Germains le nom de nemec signifiant « muet » tandis qu'ils se faisaient appeler slověnski ou « peuple du mot ». Dans sa pièce les Oiseaux, Aristophane appelle barbare le superviseur illettré qui enseigne aux oiseaux comment parler. Le sens du terme finit par s'élargir pour désigner le style de vie entier des étrangers et finalement signifier illettré ou non civilisé en général. C'est pourquoi un homme illettré est aussi un barbare. Selon Denys d'Halicarnasse un Hellène diffère d'un barbare de quatre façons : un langage raffiné, l'éducation, la religion, et le respect de lois. L'éducation grecque était considérée comme noble. Paul de Tarse déclara qu'il était de son devoir de prêcher l'Évangile à tous les hommes, « Grecs et Barbares, aux savants et aux ignorants ». La discrimination entre Hellènes et Barbares dura jusqu'au IVe siècle avant notre ère. Euripide estimait que les Hellènes devaient contrôler les Barbares, car les Hellènes étaient destinés à être libres et les Barbares à être esclaves. Aristote arrivait quant à lui à la conclusion suivante : « la Nature a voulu que Barbare et esclave ce fût tout un ». La différenciation prétendue raciale diminua sous l'influence des stoïciens qui faisaient la différence entre nature et convention et enseignèrent que tous les hommes étaient égaux devant Dieu et cela par nature et ne pouvaient donc pas être inégaux entre eux. Hellène devint alors, selon Isocrate, un trait d'intellect et non pas de « race ».
Les conquêtes d'Alexandre le Grand consolidèrent l'influence des Grecs à l'Est en exportant la culture grecque en Asie et en transformant l'éducation et la société dans la région. Isocrate déclara dans son discours Panégyrique : « Jusqu’ici Athènes a laissé derrière elle le reste de l’humanité en pensée et en expression, ces enfants sont devenus les professeurs du monde et a fait du nom Hellas non plus une distinction de race mais d’intellect, et du titre d’Hellène un label d’éducation plutôt que de descendance. » La civilisation hellénistique est l'évolution de la civilisation classique grecque, ouverte cette fois à tout le monde. De la même manière, Hellène évolua d'un nom national désignant une ethnie grecque vers un terme culturel désignant toute personne vivant selon les mœurs grecques.

## Grecs, Yunani et Yavan

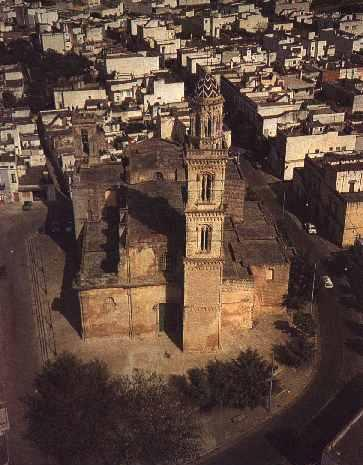
Soleto est une des neuf villes de la région des Pouilles en Italie à parler le grec. Les habitants sont les descendants de la première vague de colons grecs du Le dialecte qu'ils employaient est un dérivé du dorien des premiers colons qui évolua différemment du grec (Koinê). Les habitants de ces villes se faisaient appeler Grekoi et se considéraient comme Hellènes.

Le terme français « grec » est dérivé du latin Graecus qui lui-même vient du grec Γραικός / Graikós. Plusieurs étymologies ont été proposées pour Graecus. Selon l'une d'elles, il pourrait venir d'un mot illyrien, Γραικός - Graïkos signifiant « impétueux ». Selon une autre, Graecus serait issu d'une tribu béotienne ayant émigré en Italie au VIIIe siècle av. J.-C. : c'est donc sous ce nom que les Hellènes se firent connaître en Occident. Homère, lorsqu'il énumère les forces béotiennes dans son Catalogue des vaisseaux fournit la première référence connue à une ville béotienne du nom de Graea. Pausanias, quant à lui, mentionne que Graea était l'ancien nom de la cité de Tanagra. Cumes, près de Néapolis (actuelle Naples), au sud de Rome, fut fondée par des colons de Kymi et Chalcis de l'île d'Eubée mais aussi par des « Gréens » (habitants de Graea) qui étant en contact avec les Romains pourraient avoir été responsables de l'appellation Graeci de toutes les tribus helléniques.
Aristote, la plus ancienne source mentionnant le terme, décrit un cataclysme naturel s'étant produit en Épire centrale, un pays où les habitants se sont appelés Γραικοί / Graikoí avant de s'appeler plus tard Ἕλληνες / Héllēnes. Dans la mythologie, Graecus est le frère de Latinus et son nom semble lié au terme γηραιός / gēraiós (« ancien ») qui était aussi le titre donné aux prêtres de Dodone[réf. nécessaire].
La théorie dominante à propos de la colonisation de l'Italie veut qu'une partie de la population d'Épire ait migré en Phthie pour devenir les Hellènes, la tribu qu'Achille mena à Troie. La population restée en Épire se serait par la suite mélangée à d'autres tribus arrivées plus tard, sans pour autant perdre son nom. À partir de l'Épire, ces tribus auraient ensuite voyagé vers l'Ouest, en Italie, avant même que la première vague de colons n'arrive au VIIIe siècle av. J.-C. en Grande Grèce.[réf. nécessaire]
Un terme complètement différent s'est imposé en Orient. Les anciens peuples du Moyen-Orient désignaient les Grecs par le terme Yunan, dérivant du perse Yauna, lui-même emprunté au grec Ἰωνία (Ionia) désignant la côte ouest de l'Asie mineure. C'est avec la domination des tribus ioniennes par les Perses à la fin du VIe siècle av. J.-C., que ce nom s'est étendu à l'ensemble des Hellènes. Tous les peuples sous influence perse adoptèrent ce mot et c'est de cette racine que dérive également le terme sanskrit Yavana que l'on rencontre dans d'anciennes sources sanskrit dont la plus ancienne est la grammaire de Pānini. Plus tard le terme de Yonaka désigna les Indo-Grecs, tout comme Yona en Pâli. De nos jours, le terme Yunan est utilisé en persan, arabe (يوناني), turc, hindî (युनान), indonésien et malais.
Le mot Yavan ou Javan (יָוָן) était utilisé en Méditerranée orientale pour faire référence à la nation grecque lors des premiers temps bibliques. Un personnage du nom de Javan (יָוָן) est également mentionné en Genèse 10.

## Quandhellènesignifiepaïen
Le nom d’Hellène eut la signification de païen lors des premiers siècles du christianisme et ce jusqu'à la fin du premier millénaire, pendant lequel l'Église joua un rôle important dans cette transition. Les contacts avec les Juifs furent déterminants puisque c'est leurs interactions avec les chrétiens qui mena à l'usage d’Hellène dans un but de différenciation religieuse. Les Juifs, tout comme les Grecs, se distinguaient des étrangers. En revanche, contrairement aux Grecs, les Juifs le faisaient selon un critère religieux plutôt que culturel.
La domination des Grecs par Rome renforça le prestige des institutions religieuses qui restèrent intactes. Alors que les Grecs considéraient tous les non-civilisés comme des barbares, les Juifs considéraient que les non-juifs étaient des goyim (littéralement « peuples »). Les premiers chrétiens adoptèrent cette différenciation religieuse et c'est pourquoi le sens culturel du mot Hellène devint marginalisé par son élément religieux. Par la suite, les Chrétiens appelèrent tous les païens « Hellènes ».
Saint Paul dans les Actes aux Apôtres utilise le terme « Hellènes » presque toujours en association avec le terme « Hébreux », probablement dans le but de représenter la totalité de ces deux communautés religieuses. Hellène est utilisé pour la première fois avec un sens religieux dans le Nouveau Testament. Dans l'Évangile selon Marc, une femme arrive devant Jésus et s'agenouille : « la femme était hellène, syro-phénicienne de race et elle lui demande de chasser le démon hors de sa fille ». Bien que la nationalité de la femme soit syro-phénicienne, hellène (les traductions françaises de l'Évangile utilisent le mot Grecque [réf. souhaitée]) désigne cependant sa religion. L'évolution de la signification du terme fut longue et complétée seulement au second ou troisième siècle de notre ère. Aristide d'Athènes identifie les Hellènes comme un des peuples païens du monde avec les Égyptiens et les Chaldéens.
Plusieurs sources de cette époque montrent clairement l'évolution sémantique. Le premier fut peut-être Tatien le Syrien, dans son Discours aux Grecs achevé en 170, dans lequel il critique les croyances païennes dans le but de défendre celles des chrétiens. Le texte le plus important fut le Contre les Hellènes d'Athanase d'Alexandrie, dont le titre original aurait été Contre les Païens d'après les manuscrits les plus anciens. Le titre fut changé à une époque où hellène avait entièrement perdu son premier sens. Désormais, Hellène ne désignait plus une ethnie grecque, ou celui qui adhérait à la culture grecque mais païen en général, sans tenir compte de la nationalité. Les tentatives de l'empereur Julien de restaurer le paganisme échouèrent et selon Grégoire Ier les choses évoluaient en faveur de la chrétienté et la position des Hellènes s'aggravait. Un demi-siècle plus tard, les chrétiens protestèrent contre l'éparque d'Alexandrie qu'ils accusèrent d'être Hellène. Théodose Ier initia les premières mesures contre le paganisme, mais ce furent les réformes de Justinien Ier qui généralisèrent les persécutions à grande échelle contre les païens. Le Corpus juris civilis contenait deux lois décrétant l'éradication de l'« hellénisme », même dans la vie civique. Elles furent appliquées avec zèle même contre des hommes occupant de hautes fonctions. La volonté de suppression officielle du paganisme faisait des non-chrétiens une menace publique qui porta par la suite atteinte au sens du terme d’Hellène. Paradoxalement, Tribonien, juriste même de Justinien, était selon la Souda, un Hellène (= païen).

## Romains et Romées

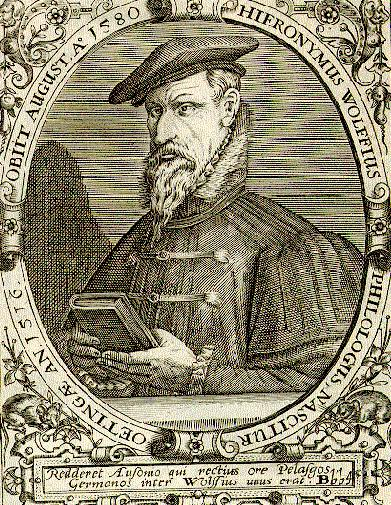
Hieronymus Wolf, historien allemand du XVIe siècle, fut en 1557 le premier à utiliser l'adjectif « byzantin » pour distinguer la littérature hellénophone médiévale de la littérature antique.

Romains est le nom politique sous lequel les Grecs sont connus à la fin de l'Antiquité et au Moyen Âge. Le nom désignait par son sens originel les habitants de la ville de Rome, mais ce sens s'élargit avec l'expansion de l'Empire romain. En 212, l'édit de Caracalla accorda la citoyenneté romaine à tous les hommes libres des provinces romaines. Les Grecs transformèrent leur nouveau titre (de Romains) en se désignant Romioi (Ῥωμιός / Rōmiós au singulier). Ce nouveau terme fut établi afin de représenter à la fois la citoyenneté romaine des Grecs mais également la culture et la langue de leurs ancêtres hellènes. En général, le mot Romios fut utilisé pour désigner les habitants de l'Empire byzantin. Il est encore utilisé de nos jours (bien que rarement), étant le nom le plus courant après Hellène.
L'emprunt d'un nom étranger avait davantage un sens politique que national, ce qui correspondait à l'idéologie romaine qui aspirait à ce que toutes les nations soient réunies sous un seul Dieu. Jusqu'au VIIe siècle, quand l'Empire s'étendait toujours sur un très large territoire et de nombreux peuples, l'utilisation du nom Romain indiquait toujours la citoyenneté et non la descendance. Les différentes ethnies pouvaient utiliser leurs propres ethnonymes ou toponymes afin d'éviter toute ambiguïté entre citoyenneté et généalogie. C'est pourquoi l'historien Procope de Césarée préfère appeler les Romains d'Orient Romains hellénisés, alors que d'autres auteurs parlent de Romhellènes ou Grécoromains dans le but d'indiquer à la fois la descendance et la citoyenneté. Les invasions lombardes et arabes à la même époque engendrèrent la perte de nombreuses provinces en Italie, en Afrique et en Orient à l'exception de l'Anatolie. Les régions subsistantes furent essentiellement celles de la Grèce antique et de l'Anatolie hellénistique, faisant évoluer l'empire en un ensemble cohérent autour de son hellénisme, développant une conscience identitaire romaine et chrétienne.
La proximité géographique entre le pape et les Germains poussa Rome à chercher une protection auprès des voisins des Lombards, plutôt qu'auprès de la lointaine Constantinople. L'homme qui répondit à son appel fut Pépin II d'Aquitaine, qu’il nomma « patricien », un titre qui causa par la suite de nombreux conflits. En 772, Rome cessa de célébrer le premier empereur ayant gouverné depuis Constantinople et en 800, Charlemagne fut couronné « empereur romain » par le pape lui-même, ce qui revenait à dénier aux empereurs de Constantinople leur caractère romain (Ῥωμαῖος). Selon l'interprétation franque des faits, la papauté transféra l'autorité impériale des Grecs aux Germains en la personne de Charlemagne.
À partir de là, la revendication des droits impériaux romains, et la désignation de la « véritable Rome », devinrent une guerre des mots et des noms. Les Germains et les papes ne pouvant nier l'existence d'un empereur à Constantinople, refusèrent de lui reconnaître l'héritage romain, puisque selon eux, il gouvernait sur une terre, la Grèce, et sur un peuple, les Grecs, qui n'avaient rien à voir avec l'héritage romain. Le pape Nicolas Ier écrivit à l'empereur d'Orient Michel III « vous avez cessé d'être appelé Empereur des Romains depuis que les Romains dont vous vous réclamez l’Empereur » (soit les Francs, aux yeux du pape) « sont selon vous des Barbares » .
À partir de ce moment, l'empereur de Constantinople fut appelé en Occident « Empereur des Grecs » et son pays, l'« Empire grec », car le titre « Romain » fut réservé au roi franc et à ses successeurs. Les intérêts des deux camps étaient plus symboliques que réels. Aucun territoire n'avait été revendiqué, mais l'Empire d'Orient considérait comme une injure que des « barbares » lui dénient son caractère Romain (Ῥωμαῖος) pour se l'approprier. Pour preuve, l'évêque Liutprand de Crémone, ambassadeur de la cour franque à Constantinople, y fut emprisonné un temps pour ne pas avoir salué l'empereur par son titre approprié d'« Empereur des Romains » (Βασιλεὺς Ῥωμαίων), dans le contexte de la fondation de l'Empire « romain » germanique par Otton Ier.

## «Byzantins»
Ceux que nous appelons les « Byzantins », ne se sont jamais désignés ainsi, mais « Romées » (Ῥωμαῖοι / Rōmaíoi), tant pour marquer leur citoyenneté romaine que pour désigner leur identité culturelle, à la fois hellénique et chrétienne.
Au moment de la chute de Rome, la plupart des habitants de la partie orientale de l’Empire romain étaient déjà chrétiens et se considéraient comme romains. Le mot Hellène commençait alors à désigner les Grecs antiques païens. Le terme pour désigner un « Grec romain chrétien » était Romée.
L'historien allemand Hieronymus Wolf introduisit en 1557 une historiographie « byzantine » dans son ouvrage Corpus Historiae Byzantinae, afin de distinguer les historiens « grecs » antiques des médiévaux. Plusieurs auteurs reprirent cette appellation par la suite, même si elle resta longtemps relativement inconnue. Lorsque l'intérêt pour cette période augmenta, les historiens anglais utilisèrent le terme Romain (Edward Gibbon en particulier) alors que les Français employèrent davantage le terme Grec ou celui de « Bas-Empire ». L'expression « Empire byzantin » s'est peu à peu imposée dans l'historiographie à partir du milieu du XIXe siècle, et ce même en Grèce malgré les objections de Constantin Paparregopoulos selon qui l'empire devrait porter le nom d’Empire Grec. Quelques auteurs grecs utilisèrent l'expression d’Empire byzantin au XIXe siècle qui ne devint populaire que dans la deuxième moitié du XXe siècle.

## Renaissance du terme hellène

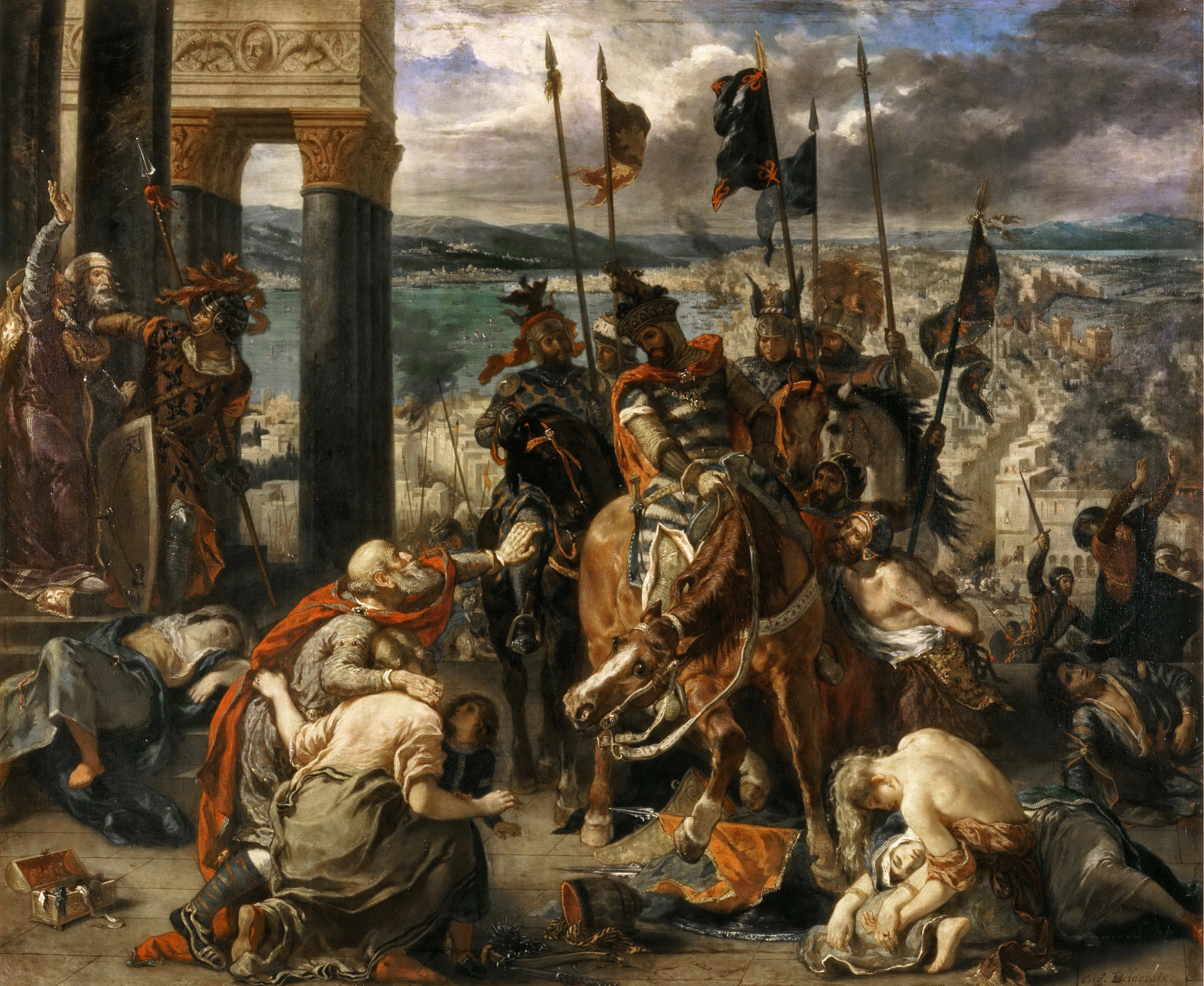
L'entrée des Croisés dans Constantinople, par Eugène Delacroix 1840. Le sac de Constantinople en 1204 par les Croisés stimula le nationalisme grec et provoqua du dédain pour les Latins

L'usage du terme Hellène se raviva au IXe siècle après que le paganisme eut été complètement éclipsé et qu'il ne fut plus une menace pour le christianisme. Ce regain suivit la même voie que son déclin. Le terme avait glissé d'un nom national pendant l'Antiquité vers une référence culturelle pendant la période hellénistique avant d'avoir une signification religieuse au début du christianisme. Avec la disparition du paganisme et le renouveau de l'éducation dans l'Empire byzantin, le terme regagna son sens culturel, et au XIe siècle retrouva son sens antique de « Grec ethnique », synonyme à l'époque de « Romain ».
Les écrits du XIe siècle à nos jours (d'Anne Comnène, Michel Psellos, Jean III Doukas Vatatzès, Gemiste Pléthon et plusieurs autres) montrent que le renouveau du terme Hellène eut lieu. Par exemple, Anne Comnène décrit ses contemporains en tant qu'« Hellènes », et n'utilise pas ce mot en tant que païens. De plus, elle se vante de son éducation grecque classique et parle en tant que Grecque de naissance et non en tant qu'étrangère ayant appris le Grec.
La refondation de l'Université de Constantinople entraîna un renouveau de l'intérêt pour l'éducation, particulièrement dans l'étude du grec. Photios Ier de Constantinople était irrité du fait que les études helléniques étaient préférées aux travaux spirituels. Michel Psellos prit comme un compliment les louanges de Romain III d'avoir été élevé d'une manière hellénique et considérait comme une faiblesse pour l'empereur Michel IV d'être dénué d'éducation hellénique.
Après le sac de Constantinople lors de la quatrième croisade, le nationalisme grec s'accentua. L'historien Nicetas Choniates insista sur l'utilisation du terme « Hellènes », soulignant les outrages commis par les « Latins » contre les « Hellènes » dans le Péloponnèse et comment la rivière Alphée pourrait transporter la nouvelle jusqu'aux Barbares de Sicile, les Normands. Nicéphore Blemmydès fit référence aux empereurs byzantins en tant qu'Hellènes, et Theodore Alanias écrivit dans une lettre à son frère que bien que le pays ait été capturé, Hellas existait toujours dans chaque homme sage.
Le second Empereur de Nicée, Jean III Doukas Vatatzès écrivit dans une lettre au Pape Grégoire X à propos de la sagesse qui inondait la nation hellénique. Il estimait que le transfert de l'autorité impériale de Rome à Constantinople était nationale et non géographique et qu'il n'appartenait donc pas aux Latins d'occuper Constantinople : selon Jean III Doukas Vatatzès, l'héritage de Constantin était passé aux Hellènes et eux seuls en étaient les héritiers et ses successeurs.
Théodore II Lascaris, le fils de Jean III Doukas Vatatzès, désira mettre le nom des Grecs en avant avec une réelle ferveur nationaliste. Il le fit à un point que « la race hellénique se dessine au-dessus de toutes les autres langues » et que « toute sorte de philosophie et forme de connaissance est une découverte des Hellènes... Qu'avez-vous, ô Italiens, à présenter ? »
L'évolution du nom fut longue et n'a jamais remplacé complètement le terme « Romain ». Nicéphore Grégoras appela son ouvrage Histoire romaine. L'empereur Jean VI Cantacuzène, un grand défenseur de l'éducation grecque, appelle les Byzantins « Romains » alors que dans une lettre du sultan d'Égypte Nasser Hassan Ben Mohamed, celui-ci l'appelle « Empereur des Hellènes, Bulgares, Sassanides, Valaques, Russes, Alains », mais pas des « Romains ». Pendant le siècle suivant, Gemiste Pléthon fit remarquer à Constantin XI Paléologue que le peuple qu'il dirigeait était les « Hellènes, telles que leur race et leur langue le prouve » alors que Laonicus Chalcondyles était en faveur d'un changement du terme « Romain » vers « Grec ». Constantin Paléologue lui-même proclama finalement Constantinople « refuge des Chrétiens, espoir et joie des Hellènes ».

## Continuité hellénique et conscience byzantine
La grande majorité des « Byzantins » avait pleinement conscience qu'il y avait une véritable continuité entre eux et la Grèce antique. Même si les Grecs antiques n'étaient pas chrétiens, les « Byzantins » les considéraient toujours comme leurs ancêtres. Graekos (Γραῖκος) fut alors un substitut commun au terme Hellène pour remplacer Romios. Ce terme fut souvent utilisé par les « Byzantins » en tant qu'identification ethnique.
On trouve le terme « Graekos » dans les travaux de Priscus, un historien du Ve siècle. Il écrit qu'alors qu'il était en visite non officielle auprès d'Attila le Hun, il y rencontra quelqu'un habillé comme un Scythe mais parlant le grec. Lorsque Priscus lui demanda où il avait appris cette langue, l'homme sourit et dit qu'il était Graekos de naissance.
De nombreux auteurs « byzantins » parlent des autochtones de l'Empire en tant que Grecs [Graekoi] ou Hellènes (Έλληνες, « Héllēnes / Éllines »), comme le fait Constantin VII Porphyrogénète au Xe siècle. Il rapporte la révolte de communautés slaves dans la région de Patras (Péloponnèse) : elles mettent tout d'abord à sac les habitations de leurs voisins, les Grecs (ton Graikon) avant de s'en prendre aux habitants de Patras.
Peu de temps après la chute de Constantinople, Nicolaos Sophianos réalise une carte de Grèce, la première dessinée par un Grec. Elle s'intitule Totius  Graeciae  Descriptio. Elle est totalement en latin, mais son cartouche comporte le mot « Ellas ».
De manière générale, la continuité avec la Grèce antique était évidente tout au long de l'histoire de l'Empire romain d'Orient. Les « Byzantins » n'étaient pas qu'une population chrétienne orthodoxe se définissant uniquement comme « romaine ». Ils utilisaient aussi le terme à des fins légales et administratives, d'autres termes étant utilisés pour les distinguer ethniquement. En bref, les habitants grecs de l'Empire romain d'Orient étaient parfaitement conscients de l'héritage de la Grèce antique et furent capables de préserver leur identité en même temps que s'adapter aux changements que le monde subissait à cette époque.

## Concurrence entre Hellène, Romain et Grec
Après la chute de l'Empire byzantin et pendant l'occupation ottomane, il y eut une bataille idéologique à propos des trois noms nationaux des Grecs. Cette controverse aurait pu s'éteindre après la guerre d'indépendance grecque, mais elle ne fut résolue qu'au XXe siècle après la perte de l'Asie Mineure au profit des Turcs.
Cette controverse reflétait la divergence de point de vue entre classicistes et médiévistes (katharévousa et démotique) dans leur tentative de définir la nationalité grecque à une époque où le concept d’Hellène, pour une personne d'origine grecque, était déjà bien ancré dans les grands centres urbains depuis la fin du Moyen Âge. Cependant, pour la majorité de la population, et spécialement celle des zones rurales, la perception dominante était toujours celle d'être des Romioi, c'est-à-dire descendant des anciens citoyens de l'Empire byzantin. C'est à ce titre que Rigas Feraios appela collectivement les Grecs, Bulgares, Arvanites, Arméniens et Roumains à lever les armes contre les Ottomans.
Le mot « Grec » (Γραικός) était le moins populaire des trois termes, et reçut une attention disproportionnée de la part des lettrés par rapport à son usage réel. Adamántios Koraïs, un classiciste renommé, justifia sa préférence dans Dialogue entre deux Grecs : « nos ancêtres se faisaient appeler Grecs mais adoptèrent par la suite le nom d’Hellènes […]. Un de ces noms est notre vrai nom. J’ai approuvé « Grèce » parce que c’est la façon dont nous appellent les nations éclairées d’Europe. » Pour Koraïs, les Hellènes sont les habitants de la Grèce pré-chrétienne.
La disparition de l'État byzantin mena petit à petit à la marginalisation du mot « Romain » et permit à « Hellène » de refaire surface en tant que principal nom national. Dionysius Pyrrus appelle à l'usage exclusif du mot hellène dans sa Cheiragogie : « Ne désire jamais nous appeler Romains mais Hellènes, car les Romains de l'ancienne Rome ont asservi et détruit l'Hellas. » En 1790, des envoyés grecs allèrent demander à la Tsarine Catherine II de donner à la Grèce son petit-fils Constantin. Ils se présentèrent non pas comme des Romains, mais comme des « Hellènes, descendants des Spartiates et des Athéniens ». Alexandre Ypsilántis lorsqu'il appelle au soulèvement qui déclenche la guerre d'indépendance grecque, commence sa Déclaration par : « Le temps est venu, hommes, Hellènes ». Après que ce mot eut été accepté par les autorités spirituelles et politiques du pays, il se diffusa rapidement au sein de la population, particulièrement avec le début de la guerre d'indépendance où de nombreux chefs et figures de l'époque faisaient une différence entre les Romains restant endormis et les Hellènes se rebellant. Le Général Kolokotronis en particulier mit un point d'honneur à appeler ses troupes Hellènes et portait même un casque de style antique.
Le général Makriyánnis dit d'un prêtre qu'il fait son devoir face aux Romains (les civils) mais espionne secrètement les Hellènes (les combattants)[citation nécessaire]. Romain finit alors par être associé à l'idée de passivité et d'asservissement, et Hellène ramena les souvenirs de gloires passées et de lutte pour la liberté. L'historien Ambroise Phrantzes écrit qu'alors que les autorités turques de Niokastro s'étaient rendues à l'armée grecque, ils lancèrent des cris de défiance qui conduisirent à leur massacre par la foule : « Ils appelaient les simples Hellènes « Romains ». C'était comme s'ils les appelaient « esclaves » ! Les Hellènes, ne supportant pas d'entendre ce mot leur rappelant leur situation et l'issue de la tyrannie... »
Les citoyens du nouvel État grec se nommèrent Hellènes, pour établir un lien incontestable avec la Grèce antique. Cela entraîna en retour une certaine fixation sur la période antique, négligeant ainsi les autres périodes de l'histoire, en particulier celle de l'Empire byzantin. Ce point de vue des classicistes fut vite mis en balance par la Grande Idée qui prévoyait de rétablir Constantinople comme capitale et de rétablir un Empire byzantin. En 1844, Ioannis Kolettis déclare devant l'Assemblée constituante : « le royaume de Grèce n'est pas la Grèce ; ce n'en est qu'une partie, une petite et pauvre partie de la Grèce... Il y a deux grands centres de l'hellénisme. Athènes est la capitale du royaume. Constantinople est la grande capitale, la Cité, rêve et espoir de tous les Grecs. »